# Midden-Delfland
Midden-Delfland  è un comune olandese situato nella provincia dell'Olanda Meridionale.
È stato costituito il 1º gennaio 2004 dall'unione dei comuni di Maasland e Schipluiden.